# هونوکا اینوئه
هونوکا اینوئه (井上 ほの花, Inoue Honoka، متولد ۹ فوریه ۱۹۹۸) صداپیشه و خواننده‌ای ژاپنی از استان کاناگاوا است که با دفتر Office Anemone همکاری می‌کند. او دختر صداپیشه معروف، کیکوکو اینوئه است. هونوکا اینوئه فعالیت خود را در عرصۀ خوانندگی از سال ۲۰۱۵ آغاز کرد و در سال ۲۰۱۶ وارد دنیای صداپیشگی شد. او در همان سال، نقش‌های فرعی را در انیمه‌های دانگانرونپا 3: پایان دبیرستان قلۀ امید و ماهو گرلز پری‌کیور! ایفا کرد. اولین مینی‌آلبومش با نام فِرست فلایت را در سال ۲۰۱۶ منتشر کرد و نخستین تک‌آهنگش، "اسپارکلینگ چایناتاون"، در سال ۲۰۱۷ منتشر شد. 

## حرفه
اینوئه در ۹ فوریه ۱۹۹۸ در استان کاناگاوا متولد شد. او دختر صداپیشه معروف، کیکوکو اینوئه، است.
در سال ۲۰۱۵، فعالیت خود را در دنیای سرگرمی به عنوان خواننده آغاز کرد و آهنگ "کوی مابوروشی (لاو فانتزی)" را با نام هنری هونوکا اجرا کرد. این آهنگ در بازی ویدیویی تایکو نو تاتسوجین (Taiko no Tatsujin) استفاده شد. او در سال ۲۰۱۶، پس از پیوستن به دفتر Office Anemone (همان آژانسی که مادرش در آن فعالیت دارد)، وارد عرصۀ صداپیشگی شد. نخستین نقش‌های او در انیمه‌های دانگانرونپا ۳: پایان دبیرستان قله امید و ماهو گرلز پری‌کیور! بود. در همان سال، نخستین مینی‌آلبوم خود را با نام فرست فلایت (First Flight) منتشر کرد و همچنین آهنگ‌های "نته‌مونه‌تمو" (Netemonetemo) و "سکای وا ایتسو دمو میستری" (Sekai wa Itsu Demo Mystery) را برای بازی تایکو نو تاتسوجین اجرا کرد.
در سال ۲۰۱۶، صداپیشگی شخصیت شیماجیرو را در فیلم لایو-اکشن انیمه‌ای شیماجیرو در سرزمین کتاب‌ها بر عهده داشت.
در سال ۲۰۱۷، او به همراه مادرش در انیمۀ اینترنتی پوکمون جنریشنز در نقش مادر و دختر ظاهر شد. در همین سال، در انیمه پایان‌جهان (WorldEnd) نقش فایراکورلیبیا دوریو (Phyracorlybia Dorio) و در انیمۀ در دنیایی دیگر با تلفن هوشمندم (In Another World With My Smartphone) نقش آلما (Alma) را ایفا کرد. همچنین در بازی موبایلی بین آسمان و دریا (Between the Sky and Sea) در نقش روبی آزومی (Ruby Azumi) صداپیشگی کرد. او در ۲۸ ژوئن ۲۰۱۷ نخستین تک‌آهنگ خود "اسپارکلینگ چایناتاون" (Sparkling Chinatown) را منتشر کرد.
در سال ۲۰۱۸، نقش ساکورا اوزوکی (Sakura Uzuki) را در انیمه پازودورا (Pazudora) ایفا کرد. او همچنین در اقتباس انیمه‌ای بازی بین آسمان و دریا، دوباره در نقش روبی حضور پیدا کرد.
در سال ۲۰۲۱، اعلام شد که او صداپیشگی شخصیت نانامی آساری (Nanami Asari) را در فرنچایز آیدول‌مستر (The Idolmaster) بر عهده خواهد داشت. این شخصیت در دو بازی موبایلی آیدول‌مستر سیندرلا گرلز (The Idolmaster Cinderella Girls) و آیدول‌مستر سیندرلا گرلز: استارلایت استیج (The Idolmaster Cinderella Girls: Starlight Stage) حضور دارد. این نقش شامل انتشار سی‌دی‌هایی با نام شخصیت و حضور در کنسرت‌ها نیز می‌شود.
در سال ۲۰۲۵ اعلام شد که صداپیشگی شخصیت کائوروکو واگوری از انیمۀ گل معطر با وقا شکوفا می‌شود را برعهده دارد. این انیمه قرار است که در ژوئیه همان سال پخش شود.